# FilmFernsehFonds Bayern

Das Logo der Gesellschaft seit September 2006

Die FilmFernsehFonds Bayern GmbH (kurz FFF Bayern) ist eine Gesellschaft zur Förderung der Medien in Bayern mit Sitz in München.

## Aufgaben und Ziele
Der FFF Bayern sieht es als seine Aufgabe, eine quantitativ und qualitativ hochwertige Filmförderung in Bayern durchzuführen sowie zusätzliche Serviceleistungen für die Filmbranche anzubieten. Damit soll die in Bayern seit langem bestehende Film- und Fernsehlandschaft gefördert werden.

## Geschichte
Am 1. März 1996 wurde der Fonds im Bayerischen Filmzentrum Geiselgasteig gegründet. Erster Präsident und Geschäftsführer war Herbert Huber, Vorsitzender des Aufsichtsrats wurde Kultusminister Hans Zehetmair. 1997 wurden das Informationsbüro Film, das für den Medienstandort Bayern publizistisch tätig war, und das Location Büro als eigenständige Abteilungen in den FFF eingegliedert.
1999 übernahm die Bayerische Staatskanzlei die Zuständigkeit für den Film. Staatsminister Erwin Huber wurde FFF-Aufsichtsratsvorsitzender. In diesem Jahr beteiligte sich der FFF zum ersten Mal an den Medientagen München und vergab beim Internationalen Dokumentarfilmfestival München und der Regensburger Kurzfilmwoche Förderpreise. Die HypoVereinsbank, Bayerische Landesbank, Reuschelbank und LfA Förderbank Bayern schlossen sich zum Bayerischen Bankenfonds (BBF) zusammen.
Seit 2011 hatte Klaus Schaefer die FFF-Geschäftsführung. Seit 2018 hat Dorothee Erpenstein die Geschäftsführung übernommen.
Im Rahmen der Medientage München wurde 2002 das Location-Pilotprojekt mit Garmisch-Partenkirchen unterzeichnet und der Grundstein für das „Location-Netzwerk Bayern“ gelegt.
2003 wurde das erste Filmabkommen in Québec zwischen der regionalen Filmförderung SODEC und dem FFF Bayern unterzeichnet.
Zum 1. Juli 2004 wurde die für Medienthemen zuständige Abteilung gotoBavaria in den FFF integriert.
2005 vergab der FFF Bayern beim Filmfest München zum ersten Mal seinen Förderpreis Filmjournalismus.
Im September 2006 erhielt FFF ein neues Logo und ein neues Corporate Design.
Die Organisation hat 2009 als erste deutsche Länderförderung den Einstieg in die Digitalisierung der Filmtheater finanziell unterstützt und ein Sonderprogramm zur Umrüstung auf die digitale Projektionstechnik aufgelegt sowie die Förderung kulturell und pädagogisch anspruchsvoller Games etabliert.
Seit Sommer 2009 engagiert sich der Bayerische Bankenfonds zudem in Form von Bürgschaften für Nachwuchsfilme. Für Produktionen von Studenten und Absolventen der HFF München kann pro Projekt eine Bürgschaft von maximal 135.000 Euro beantragt werden.
Seit 2018 ist das neu geschaffene Staatsministerium für Digitales für Filmpolitik sowie Filmförderung und somit auch federführend für den FFF Bayern zuständig.

## Gesellschafter
Die Gesellschafter sind der Freistaat Bayern, die Bayerische Landeszentrale für neue Medien (BLM), der Bayerische Rundfunk, das ZDF und die privaten Fernsehanbieter Seven.One Entertainment Group (u. a. ProSiebenSat.1), RTL und Sky Deutschland.

## Förderung
Rund 42 Millionen Euro jährlich (Stand: 2019) stehen für die Förderung folgender Bereiche zur Verfügung:
- Drehbuch
- Fernsehfilm und -serienproduktion
- Games
- Kinofilmproduktion (auch international und Serien)
- Kinos, Filmfestivals und Medienstandort
- Nachwuchs
- Verleih/Vertrieb
- Webserien und Virtual Reality

Über die Vergabe der Mittel entscheidet der FFF Vergabeausschuss fünf Mal im Jahr. Über die Gamesförderung entscheidet ein eigener Ausschuss, der zwei Mal jährlich tagt. Für die Produktions- und Verleihförderung gilt die Einhaltung des so genannten Bayern Effekts. Demnach müssen Antragsteller bei der Produktionsförderung mindestens das 1,5fache des gewährten Darlehensbetrages in Bayern ausgeben. Bei der Verleihförderung muss wenigstens der gewährte Darlehensbetrag ausgegeben werden.

## Bayerischer Bankenfonds (BBF)
Als ergänzendes Finanzierungsinstrument wurde im Jahr 2000 der Bayerische Bankenfonds (BBF) gegründet, in dem vier große Bankinstitute zusammen wirken. Mit einem Finanzvolumen von 20 Millionen Euro finanziert der BBF zusätzlich FFF-geförderte Kinofilme in  Produktion und Verleih.

## Filmtheaterförderung
Die Förderung der bayerischen Filmtheater durch den FFF Bayern soll dazu beitragen, eine flächendeckende Kinostruktur in Bayern zu erhalten und die Programmqualität sowohl bei den Kinos auf dem Land als auch in den großen Städten zu sichern. Folgende Maßnahmen gibt es hierzu:
- Investitionen zur Modernisierung und Verbesserung von Filmtheatern
- Sonderprogramm Digitalisierung
- Programmprämien für gewerbliche Filmtheater
- Zusatzkopienförderung

## Förderpreise
Die Organisation stiftet mehrmals im Jahr verschiedene Förderpreise. Über die Vergabe entscheiden die jeweiligen Jurys.
- Förderpreis Dokumentarfilm auf dem DOK.fest München
- Förderpreis Filmjournalismus auf dem DOK.fest München
- Förderpreis auf der Regensburger Kurzfilmwoche
- Filmpreis Bayern auf dem Festival NaturVision

## Publikationen
- Filmtechnik in Bayern (2006)
- 10 Jahre FilmFernsehFonds Bayern (2006)
- Nachwuchsförderung 1996–2008 (2008)
- Förderprogramm (2008)
- FFF-Richtlinien (2011)
- Jahresrückblick (2010)
- Film Production Manual (2010)
- FilmNews Bayern (erscheint sechs Mal jährlich)

## FFF Film Commission Bayern
Die Film Commission Bayern ist die erste Informations- und Anlaufstelle für nationale und internationale Produktionsfirmen bei Fragen zum Filmstandort Bayern und bietet Unterstützung und Kontakte für Film- und Serien-Projekte. Sie ist Schnitt- und Moderationsstelle für die Produktionsbranche sowie Genehmigungsbehörden und verfügt über ein Netzwerk in allen Regionen Bayerns. Zusätzlich wirbt und informiert die Film Commission Bayern auf internationalen Messen und Festivals für den Produktionsstandort Bayern. Im Rahmen der Standortinitiative „Filmkulisse Bayern“, einem gemeinsamen Projekt mit der Bayern Tourismus Marketing GmbH, veranstaltet die Film Commission Bayern u. a. Netzwerktreffen, Locationtouren und Drehbuchcamps für Autorinnen und Autoren. Informationen zu möglichen Drehorten in Bayern sind in der eigenen Motivdatenbank zu finden. In dem Production-Guide werden Kontaktadressen lokaler Dienstleister der Branche geführt. Die Film Commission Bayern wurde 1989 gegründet und gilt als erste deutsche Film Commission. Erste Film Commissionerin Deutschlands war damit Gabriele Pfennigsdorf, gefolgt von Anja Metzger.

## Cluster audiovisuelle Medien/MedienNetzwerk Bayern
Zur Stärkung und Vernetzung des Medienstandorts Bayern war von 2006 bis 2012 das Cluster audiovisuelle Medien (CAM) beim FFF Bayern angesiedelt. Die Aufgaben des Clusters bestanden darin, durch strategisch ausgerichtete Netzwerkaktivitäten die audiovisuellen Branchensegmente zu verknüpfen und mit anderen Branchen und Clustern zu verbinden. Als Nachfolgeeinrichtung ist im Januar 2013 das MedienNetzwerk Bayern gegründet worden. Diesem gehören das Bayerische Staatsministerium für Wirtschaft und Medien, Energie und Technologie, der Bayerische Rundfunk, die Bayerische Landeszentrale für neue Medien, der MedienCampus Bayern und der FFF Bayern als Gründungsmitglieder an. Später hinzugekommen ist die Vereinigung der Bayerischen Wirtschaft.

## Geförderte Filme (Auswahl)
- Die Apothekerin (1997)
- Bandits (1997)
- Der Campus (1997)
- Bin ich schön? (1997)
- Nach Fünf im Urwald (1997)
- Comedian Harmonists (1998)
- 23 – Nichts ist so wie es scheint (1998)
- Aimée & Jaguar (1999)
- Asterix und Obelix gegen Caesar (1999)
- Quiero Ser (1999)
- Anatomie I (2000) und Anatomie II (2003)
- Der Krieger und die Kaiserin (2000)
- Das Experiment (2001)
- Der Pianist (2002)
- Der Schuh des Manitu (2002)
- Die Brautjungfer (2004)
- Nirgendwo in Afrika (2003)
- Hierankl (2003)
- Der Untergang (2004)
- Die Geschichte vom weinenden Kamel (2004)
- Heimat 3 (2004)
- NVA (2005)
- Der Wixxer (2004)
- Sophie Scholl – Die letzten Tage (2005)
- Das Leben der Anderen (2006)
- Wer früher stirbt ist länger tot (2006)
- Dresden (2006)
- Schläfer (2006)
- Das Parfum – Die Geschichte eines Mörders (2006)
- Neues vom Wixxer (2007)
- Shoppen (2007)
- Kirschblüten – Hanami (2008)
- Der Rote Punkt (2008)
- Die Geschichte vom Brandner Kaspar (2008)
- Der Baader Meinhof Komplex (2008)
- Buddenbrooks
- Romy (2009)
- Wickie und die starken Männer (2009)
- Hexe Lilli – Der Drache und das magische Buch (2009)
- Almanya – Willkommen in Deutschland (2010)
- Der Räuber (2010)
- Die Päpstin (2010)
- Bergblut (2010)
- Die drei Musketiere
- Konferenz der Tiere (2010)
- Der letzte schöne Herbsttag (2010)
- Picco (2010)
- Poll (2010)
- Vincent will Meer (2010)
- Die Wanderhure (2010)
- Hexe Lilli – Die Reise nach Mandolan (2011)
- Tilda Apfelkern (2016)
- Jim Knopf und Lukas der Lokomotivführer (2018)
- Jim Knopf und die Wilde 13 (2020)
- Drachenreiter (2020)
- Black Widow (2021)
- Blood Red Sky (2021)
- The Suicide Squad (2021)
- The Flash (2023)

## FFF-geförderte Spiele
Die Bayerische Staatsregierung hat im September 2009 die Gamesförderung installiert und beim FFF Bayern angesiedelt. Für die Entwicklung von Konzepten, Prototypen und die Produktion „hochwertiger und gewaltfreier Computerspiele“ stehen jährlich Mittel in Höhe von 470.000 Euro zur Verfügung. Bisher wurden gefördert:
- Oktoberfest für Anfänger (2009, Konzept)
- Myth of Glory (2009, Prototyp)
- Rumors and Legends (2009, Prototyp)
- Word Wizards (2009, Prototyp)
- 2weistein II – Neue Abenteuer in Trillion (2009, Produktion)
- Astroslugs Adventures (2010, Konzept)
- Bavaria Ville (2010, Konzept)
- Die Aquas (2010, Konzept)
- Geheimakte 3 – Der Archimedes Code (2010, Konzept)
- Keep the Sheep (2010, Konzept)
- Lost in Afrika (2010, Konzept)
- Spiel für eine bessere Welt (2010, Konzept)
- Universe of Culture (2010, Konzept)
- Bernd das Brot und die Unmöglichen (2010, Prototyp)
- Color Cubes (2010, Prototyp)
- Das verrückte Labyrinth (2010, Prototyp)
- Generation Zero (2010, Prototyp)
- Swimming under Clouds (2010, Prototyp)
- Carcassonne (2010, Produktion)
- PhysikusIHD² (2010, Produktion)
- Die Welser (2011, Konzept)
- Josephine (2011, Konzept)
- Keep the Sheep (2011, Prototyp)
- Pulzar (2011, Prototyp)
- Tink (2011, Prototyp)
- Woodlies – Kein Keks für Kobolde (2011, Prototyp)
- Myth of Glory (2011, Produktion)
- Toms Welt (2011, Produktion)
- Word Wizards (2011, Produktion)
- Alosius auf Abwegen (2012, Konzept)
- Taddeo's Welt (2012, Konzept)
- Bubbles (2012, Prototyp)
- Die Welser (2012, Prototyp)
- Fold-Challenge (2012, Prototyp)
- Kosmos Physics (2012, Prototyp)
- Noah (2012, Prototyp)
- Taddeo's Welt (2012, Prototyp)
- Bernd das Brot und die Unmöglichen (2012, Produktion)
- Eosis: Raiders of Dawn (2013, Konzept)
- Retro Brain (2013, Konzept)
- Tabor Süden (2013, Konzept)
- Wichtel auf Weltreise (2013, Konzept)
- Bavaria Ville (2013, Prototyp)
- Bullettime Racing (2013, Prototyp)
- Glasses (2013, Prototyp)
- Mercury Shift 3D (2013, Prototyp)
- Stack-Time-Job (2013, Prototyp)
- Alarm für die Seenotretter (2013, Produktion)
- The Mystery of Neuschwanstein (2013, Produktion)
- Der Froschkönig vs. Die sieben Zwerge (2014, Konzept)
- Golf Buddies (2014, Konzept)
- Trapdoor Castles (2014, Konzept)
- Das Tal (2014, Prototyp)
- daWindci (2014, Prototyp)
- Eosis: Raiders of Dawn (2014, Prototyp)
- Submerge (2014, Prototyp)
- Virtual Boxing Challenge (2014, Prototyp)
- Wecke Charly! (2014, Prototyp)
- Bavariaville (2014, Produktion)
- Freggers Code (2014, Produktion)
- Goggles (2014, Produktion)